# Эмо, Джованни (епископ)
Джованни Эмо (1565, Венецианская республика — 16 октября 1622, Бергамо, Венецианская республика — итальянский прелат, Ординарий епархии Бергамо.

## Биография

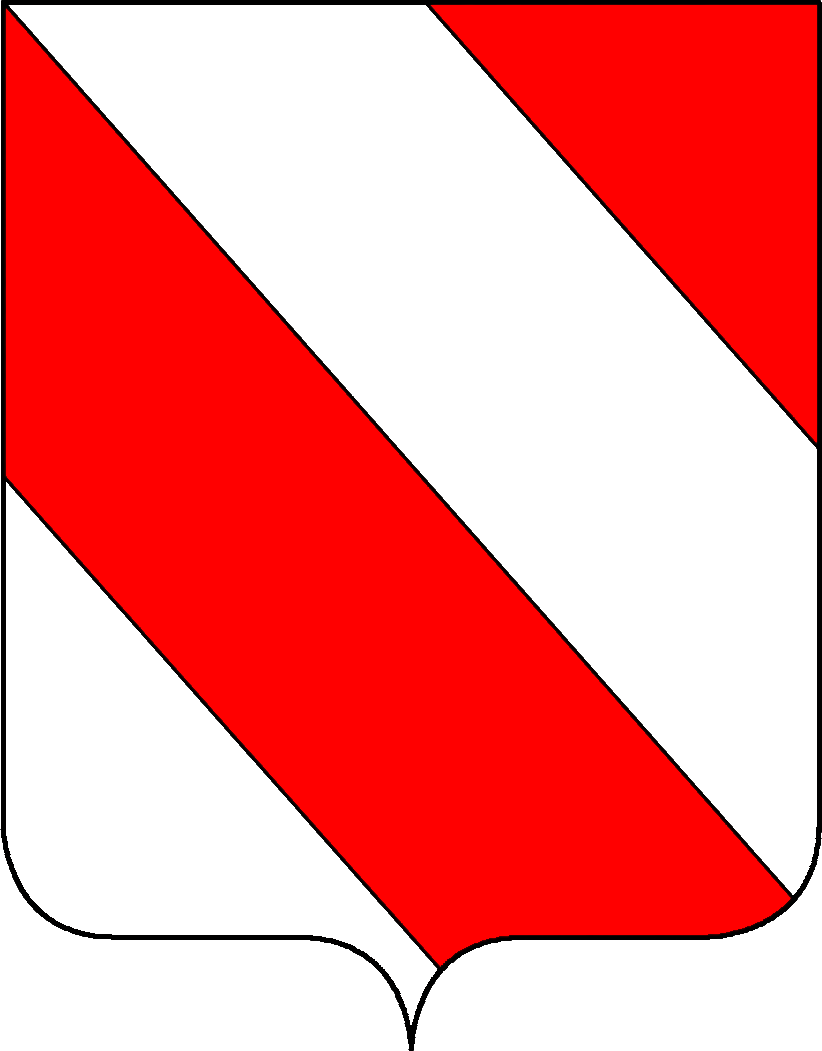
Герб фамилии Эмо

Родился в аристократической семье венецианских патрициев Эмо. 18 апреля 1611 года назначен и 24 мая 1611 года хиротонисан в сан епископа Бергамо на вдовствующую кафедру, взамен ушедшего в отставку Джамбаттиста Милани.
Столкнулся с серьезными настроениями, вызванными разрушением старинного храма посвященного патрону епархии святому Александру на Виа Борго Канале, вызванного строительством оборонительных, т.н. венецианских стен Верхнего города в 1561 году. Новый епископ 28 сентября 1621 года воздвиг памятную колонну на том месте, где она находилась эта древняя базилика. Ему удалось достичь примирения и объединения двух соревнующихся за епископство капитулов — святых Александра и Викентия, заменив их новыми членами. Так же в 1616 году ему удалось соединить оба исторических символа епархии в измененном по его повелению древнем 1386 года Кресте Угетто (итал. Croce di Ughetto), представив на одной стороне изображение св. Александра верхом на лошади, а на противоположной стороне — образ храма посвященного святому Викентию.
Приходские хроники сохраняют свидетельство об освящении им многих новых храмов в епархии, также он стал соучредителем двух благотворительных организаций вместе со священником Реголо Белотти (итал. Regolo Belotti).